# Seconds Out
Albums de Genesis
Wind and Wuthering
(1977) ... And Then There Were Three...
(1978)
Seconds Out est le deuxième album en public du groupe britannique Genesis. Il est sorti en octobre 1977 sur le label Charisma Records et a été produit par le groupe et David Hentschel. 
Les chansons sont enregistrées à Paris en 1976 et 1977 durant les tournées pour les albums A Trick of the Tail et Wind and Wuthering. C'est le premier album live du groupe où le chanteur est Phil Collins, secondé à la batterie sur ce disque par Bill Bruford pour 
l'enregistrement de la tournée 1976 (la chanson The Cinema Show), et par Chester Thompson pour tous les autres provenant de la tournée 1977. Seconds Out marque aussi le départ du groupe de Steve Hackett qui quitte ses camarades durant le mixage de l'album.

## Historique
L'album comprend l'ex-batteur de Weather Report et de Frank Zappa, Chester Thompson, qui démarre alors une longue collaboration avec le groupe. L'ancien batteur de Yes et King Crimson Bill Bruford, le premier à seconder Collins en concert après le départ du chanteur Peter Gabriel, apparaît sur la pièce The Cinema Show. Le guitariste Steve Hackett quittera le groupe à la mi-1977 alors que Seconds Out est en phase de mixage.
Succès critique et commercial, l'album atteint la quatrième place dans les charts au Royaume-Uni et la quarante-septième place aux États-Unis, pays où la popularité du groupe n'était alors que relative, quoique croissante. En Grande-Bretagne, cet album se classe à la quatrième place des charts et en France à la dixième place. Il sera certifié disque d'or dans ces deux pays ainsi qu'en Allemagne.
Le groupe a eu l'idée de faire une synthèse plutôt réussie de titres emblématiques correspondant à sa première formation (avec Peter Gabriel). De ce point de vue, avec une prise de son bien meilleure que lors du précédent album live, celui-ci prend une dimension symbolique particulière : après le départ de Steve Hackett, les albums qui suivront marqueront une véritable rupture en adoptant un style de plus en plus éloigné des compositions précédentes.

## Titres
Toutes les chansons sont de Tony Banks, Phil Collins, Peter Gabriel, Steve Hackett et Mike Rutherford, sauf mentions contraires. Les crédits sont ceux fournis sur les disques en vinyle.

### Disque 1

#### Face 1
| No | Titre                        | Auteur                                       | Durée |
| -- | ---------------------------- | -------------------------------------------- | ----- |
| 1. | Squonk                       | Rutherford, Banks                            | 6:27  |
| 2. | The Carpet Crawlers          | Rutherford, Collins, Banks, Hackett, Gabriel | 5:10  |
| 3. | Robbery, Assault and Battery | Banks, Collins                               | 6:00  |
| 4. | Afterglow                    | Banks                                        | 4:18  |

#### Face 2
| No | Titre                             | Auteur                                      | Durée |
| -- | --------------------------------- | ------------------------------------------- | ----- |
| 5. | Firth of Fifth                    | Banks, Rutherford, Collins, Gabriel Hackett | 8:37  |
| 6. | I Know What I Like                | Banks, Rutherford, Collins, Gabriel,Hackett | 8:34  |
| 7. | The Lamb Lies Down on Broadway... | Banks, Rutherford, Collins, Gabriel,Hackett | 4:05  |
| 8. | ... The Musical Box               | Banks, Rutherford, Collins, Gabriel,Hackett | 2:44  |

### Disque 2

#### Face 3
| No | Titre          | Auteur                                       | Durée |
| -- | -------------- | -------------------------------------------- | ----- |
| 9. | Supper's Ready | Rutherford, Banks, Collins, Hackett, Gabriel | 24:30 |

#### Face 4
| No  | Titre                                                                | Auteur                                       | Durée |
| --- | -------------------------------------------------------------------- | -------------------------------------------- | ----- |
| 10. | The Cinema Show (instrumental dans la seconde moitié)                | Rutherford, Banks, Collins, Hackett, Gabriel | 11:00 |
| 11. | Dance on a Volcano...                                                | Rutherford, Banks, Hackett, Collins          | 4:22  |
| 12. | ... Los Endos (instrumental avec un court duo de batteries au début) | Collins, Banks, Rutherford, Hackett          | 6:24  |

## Musiciens
- Phil Collins : chant, batterie, percussions, tambourin
- Steve Hackett : guitares électrique et acoustique
- Tony Banks : claviers, guitare douze cordes, chœurs
- Mike Rutherford : basse, pédalier basse, guitare douze cordes, guitare à double manche basse et douze cordes, chœurs

### Musiciens additionnels
- Chester Thompson : batterie, percussions, sauf sur The Cinema Show
- Bill Bruford : batterie sur The Cinema Show

## Production
- David Hentschel, Genesis : production
- Neil Ross : Assistant production
- Armando Gallo, Graham Wood, Robert Ellis : Photographies
- Frank Sanson : Direction artistique
- A.D. Design : Design
- Enregistré à Paris en 1976-1977 avec le studio mobile Manor Mobile, mixé aux studios Tridents de Londres.

## Tableaux et certifications
| Pays             | Durée du classement | Meilleur classement |
| ---------------- | ------------------- | ------------------- |
| Allemagne        | 32 semaines         | 17e                 |
| Canada           | 12 semaines         | 41e                 |
| États-Unis       | 16 semaines         | 47e                 |
| France           | 22 semaines         | 10e                 |
| Nouvelle-Zélande | 8 semaines          | 14e                 |
| Pays-Bas         | 1 semaine           | 19e                 |
| Royaume-Uni      | 17 semaines         | 4e                  |
| Suède            | 3 semaines          | 26e                 |
| Suisse           | 1 semaine           | 12e                 |

| Pays              | Certification | Ventes    | Date       |
| ----------------- | ------------- | --------- | ---------- |
| Allemagne (BVMI)  | Or            | 250 000+  | 1980       |
| France (SNEP)     | Or            | 100 000 + | 1979       |
| Royaume-Uni (BPI) | Or            | 100 000 + | 17/11/1977 |